# 诺埃米·福克斯
诺埃米·福克斯（英語：Noemie Fox，1997年3月19日—），澳大利亚女子皮划艇运动员，2023年世界皮划艇激流锦标赛女子单人皮艇团体金牌得主、2024年夏季奥林匹克运动会女子单人极限皮艇金牌得主。